# Pouchinka
Pouchinka (russe : Пушинка, lit. « pelucheuse » ; anglais : Pushinka) est un chien offert par le Premier ministre soviétique Nikita Khrouchtchev au président des États-Unis, John F. Kennedy en 1961. Pouchinka est le chiot femelle de Strelka, qui avait voyagé dans l'espace à bord de Korabl-Spoutnik 2.
Pouchinka est arrivé à la Maison Blanche après que Jacqueline Kennedy eut parlé de Strelka à Khrouchtchev lors d'un dîner d'État à Vienne. Mme Kennedy a posé des questions sur les chiots de Strelka, et Khrouchtchev en a ensuite envoyé un à la Maison Blanche. Pouchinka a été examinée par la Central Intelligence Agency du centre médical militaire Walter Reed, car l'agence craignait que le chiot ne cache un dispositif d'écoute implanté. Pouchinka a été radiographiée, examinée avec un magnétomètre et inspectée par échographie. Elle s'est avérée exempte de tout dispositif dissimulé.
L'électricien de la Maison Blanche, Traphes Bryant, qui s'occupait aussi des chiens, a entraîné Pouchinka avec des cacahuètes à grimper par une échelle jusqu'à la maisonnette de Caroline Kennedy et à redescendre en glissant sur le toboggan,.

## Descendance
Pouchinka est tombée enceinte de Charlie, l'un des chiens des Kennedy. Elle a donné naissance à quatre chiots que JFK appelait en plaisantant les pupniks (contraction de puppies, « chiots » et de Sputnik, « Spoutnik »). La Maison Blanche a reçu 5 000 demandes de particuliers demandant s'ils pouvaient avoir l'un des chiots de Pouchinka. Deux des chiots, Butterfly et Streaker, ont été donnés à des enfants du Midwest. Les deux autres chiots, White Tips et Blackie, sont restés à la maison de la famille Kennedy sur Squaw Island, avant d'être confiés à des amis de la famille, un chiot ayant été confié à Patricia Kennedy et à son mari Peter Lawford.
Pouchinka est ensuite devenue irascible et « un peu nerveuse » d'après Caroline Kennedy, ce qu'elle attribue à son éducation dans un laboratoire scientifique.
Les descendants de Pouchinka vivaient encore en 2024.

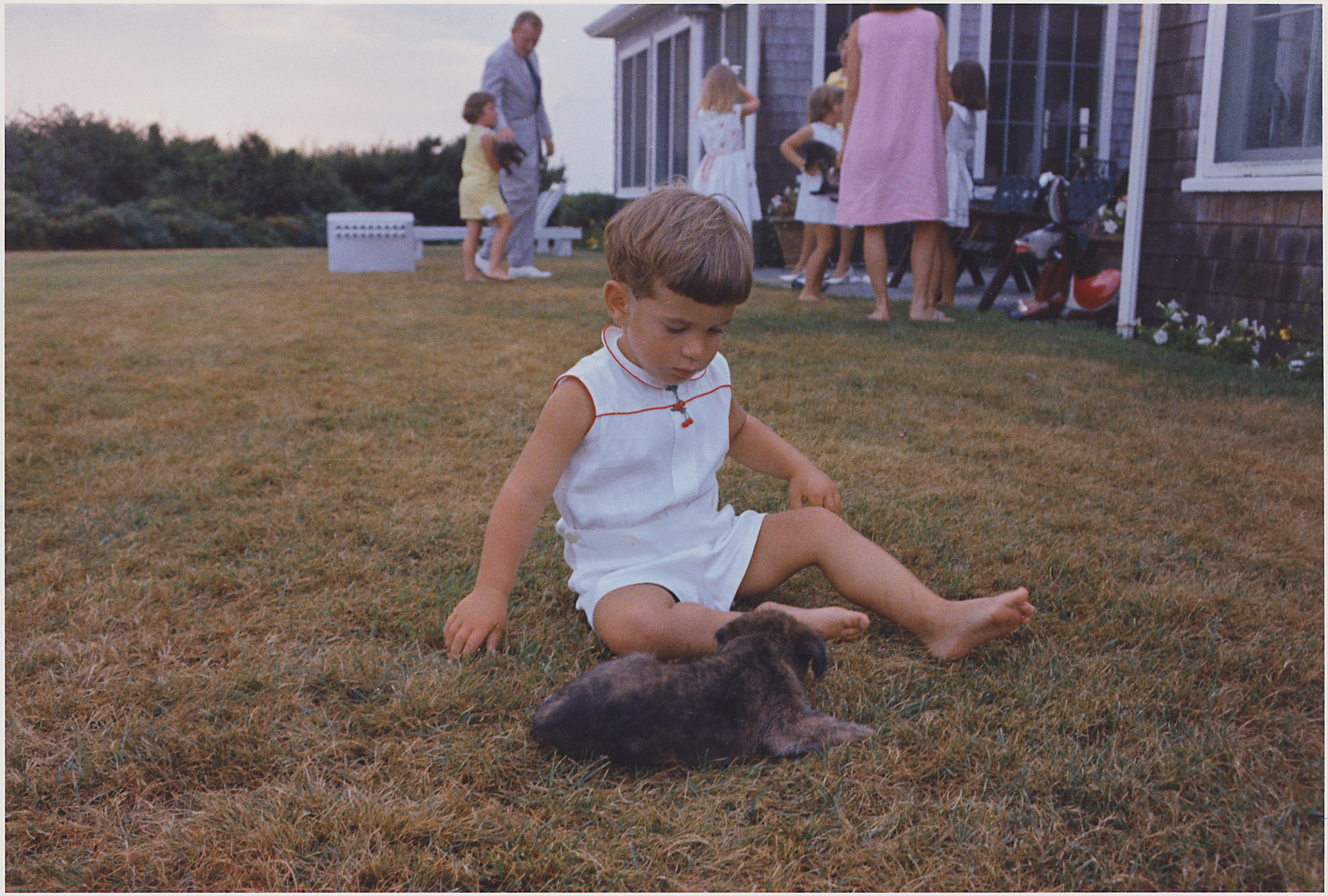
John F. Kennedy Jr. avec l'un des chiots de Pouchinka à Squaw Island, Hyannis Port, le 14 août 1963
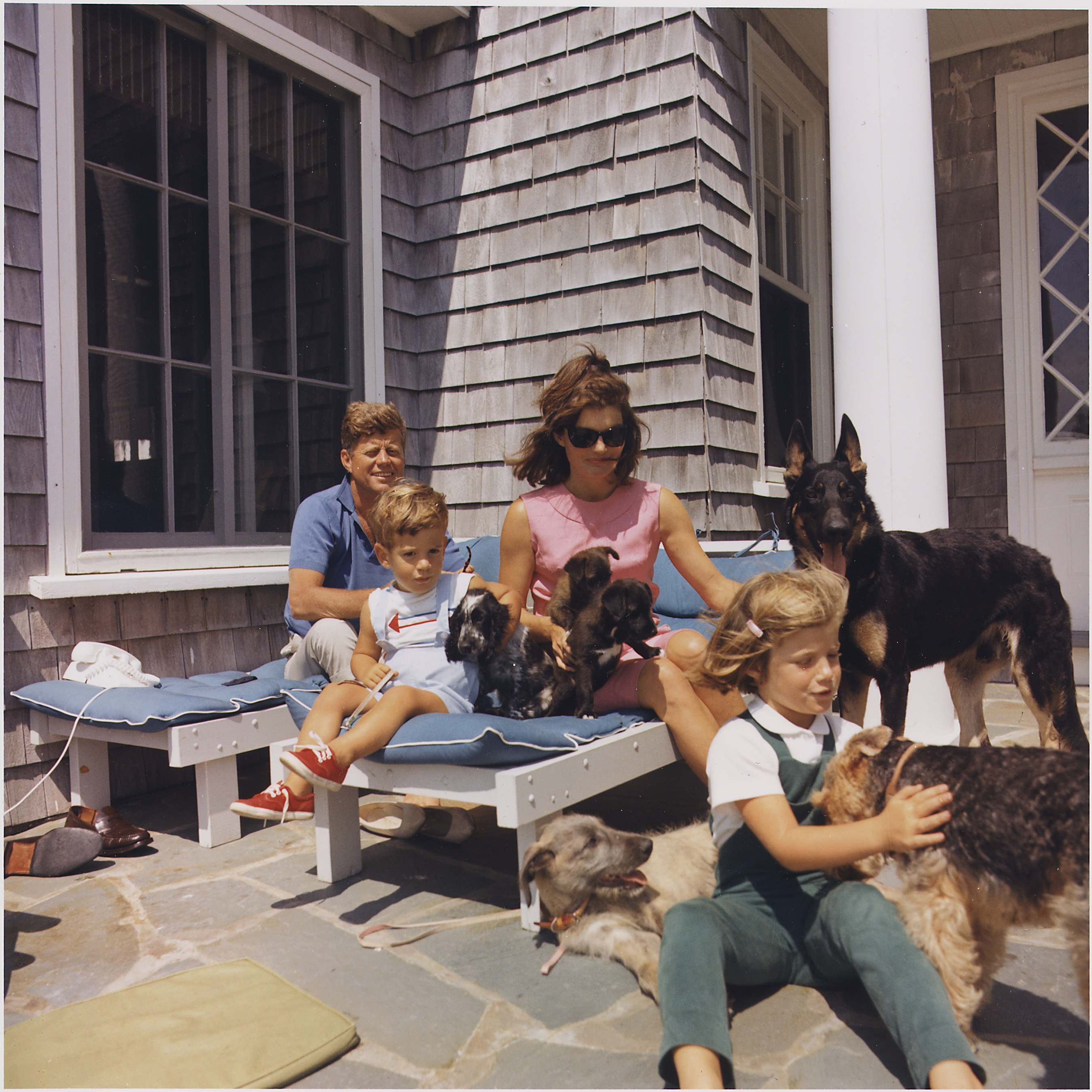
Le président John F. Kennedy, Jacqueline Kennedy, Caroline Kennedy et John F. Kennedy Jr. avec deux des chiots de Pouchinka et leurs autres chiens, à Squaw Island, Hyannis Port, le 14 août 1963